# 蒸发器
蒸发器是指讓液態化學物質（例如水）變成氣態的裝置。液體可能是蒸发為氣體，也有可能是汽化為氣體。
蒸发器常用在暖通空調中，蒸发器也可以讓水蒸發，用在濃縮液態食品、在製藥業中避免過量濕氣，也用在硫酸鹽製漿法或是海水淡化法中。